# Дэвис, Стивен (писатель)
Стивен Дэвис (англ. Stephen Davis, род. 23 июня 1958, Нью-Йорк, штат Нью-Йорк, США) — американский музыкальный журналист, писатель и историк.
Дэвис родился в и вырос Нью-Йорке, окончил Бостонский университет. В 1970 начал карьеру писателя устроившись в газету The Phoenix. Помимо этого публиковался в таких изданиях, как в Rolling Stone, The New York Times, The Boston Globe и многих других газетах и журналах.
Дэвиса характеризовали как «возможно, самого известного рок-биографа Америки», ссылаясь на его книги о Led Zeppelin, The Rolling Stones, Fleetwood Mac, Aerosmith, Guns N’ Roses, Майкле Джексоне, Карли Саймон, Бобе Марли, Левоне Хелме, Джиме Моррисоне, Стиви Никс и других артистах.
В настоящее время Дэвис проживает в городе Милтон, штат Массачусетс.